# Rue des Arquebusiers
La rue des Arquebusiers est une voie qui se situe dans le quartier du Marais dans le 3e arrondissement de Paris, en France.

## Situation et accès
La rue des Arquebusiers est une voie publique située dans le 3e arrondissement de Paris. Rue en retour d'équerre, elle débute au 89, boulevard Beaumarchais et se termine au 3, rue Saint-Claude.
Le quartier est desservi par la ligne 8 à la station Saint-Sébastien - Froissard.

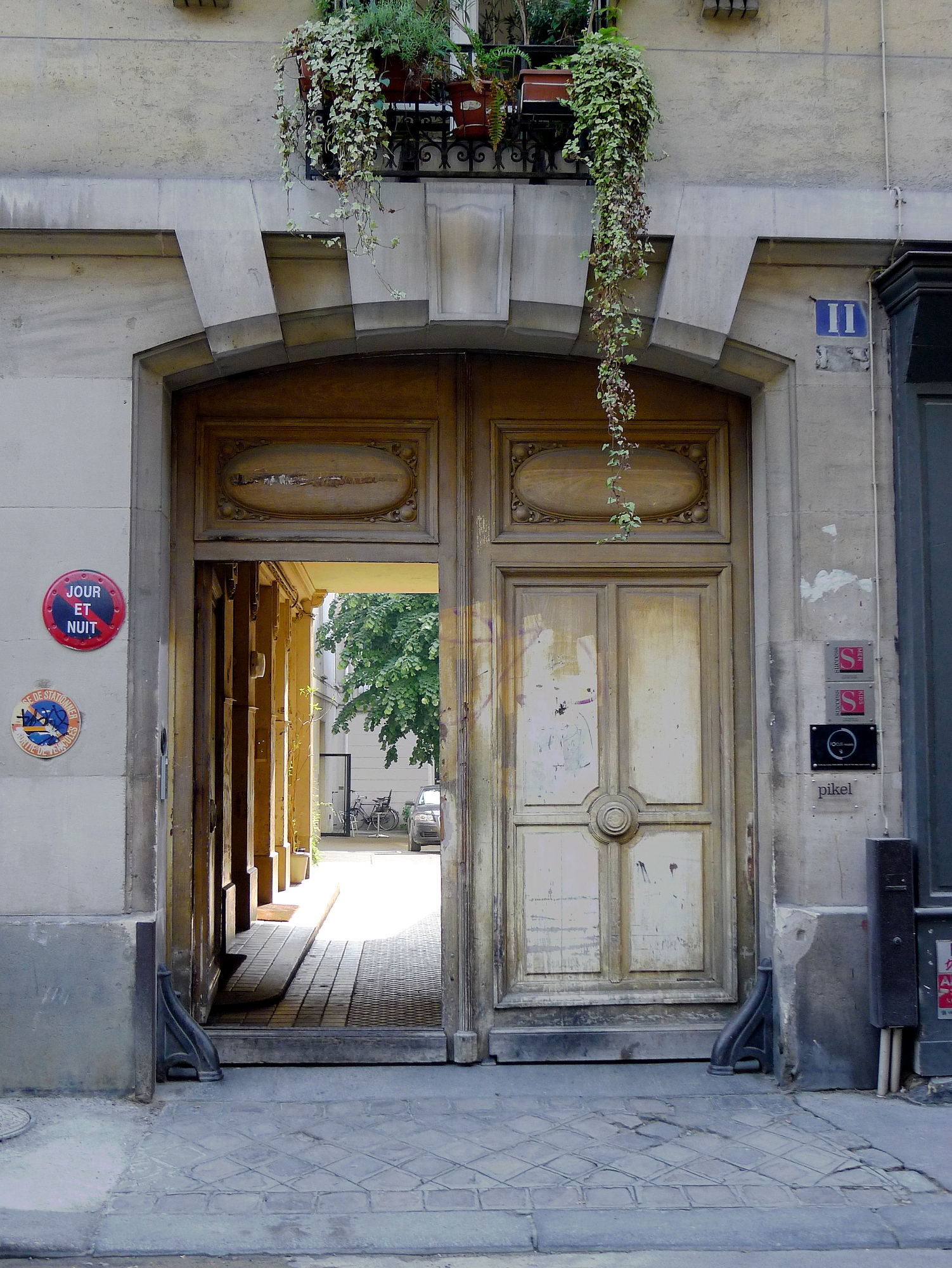
Le no 11.
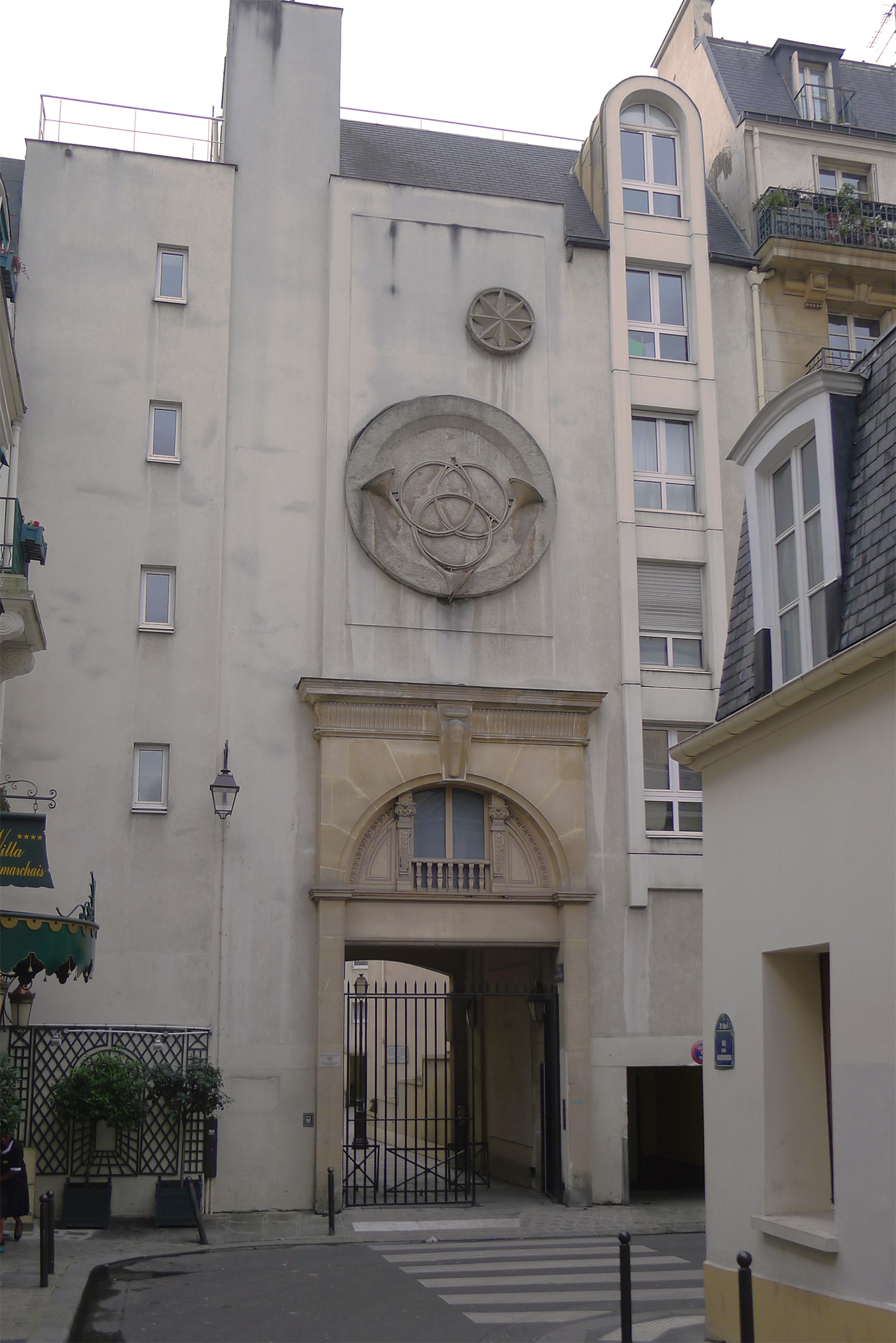
L'angle droit de la rue vu depuis le boulevard Beaumarchais.

## Origine du nom
Son nom lui vient du voisinage de l'ancien terrain d'entraînement de la Compagnie des Arquebusiers qui était établie depuis 1609 sur le terrain du bastion de l'Ardoise de l'Enceinte de Charles V. Ce bastion est démoli après le déclassement du rempart en 1670 pour faire place au « nouveau Cours », actuel boulevard Beaumarchais.

## Historique
La partie nord de la rue est ouverte en 1721 sur les jardins de l'hôtel connu actuellement sous le nom d'hôtel d'Ecquevilly, propriété de la veuve d'Auguste de Harlay qui en avait hérité de son père le chancelier Louis Boucherat.
Ces jardins se limitaient à l'origine à la « rue Neuve des Minimes » ou « rue Saint-Pierre » ouverte en 1637 dans le lotissement des jardins potagers qui appartenaient aux religieuses hospitalières de Saint-Gervais. La partie nord de cette rue qui reliait la rue Saint-Gilles à la rue Saint-Claude parallèlement à la rue de Turenne, est supprimée vers 1656 pour étendre les jardins des hôtels de la rue de Turenne, principalement ceux de l'hôtel d'Ecquevilly, jusqu'au pied du bastion de l'Ardoise de l'enceinte de Philippe-Auguste. La partie sud subsistant de cette rue est le tronçon de l'actuelle rue Villehardouin qui donne sur la rue Saint-Gilles. L'autre tronçon de la rue Villehardouin en équerre est l'ancienne rue des Douze portes.
La partie ouest de la rue des Arquebusiers était une impasse servant de sortie à l'hôtel. Appelée initialement « rue Harlay-au-Marais », puis « rue Diderot », elle prend le nom « rue des Arquebusiers », celui de la partie nord, en 1879.
Ses numéros pairs s'ouvrent sur les parcelles mitoyennes du boulevard Beaumarchais dont les immeubles à l'autre extrémité sont construits au sommet de l'ancien bastion qui n'a été qu'en partie arasé lors de la création du boulevard. Le rempart et ce bastion surplombaient l'intérieur de la ville au niveau où est établie la rue. Cette différence de niveau explique sa pente à l'arrivée sur le boulevard. Des escaliers au fond des cours intérieures permettent de passer du niveau de celles-ci, qui est celui de la rue (et de l'ancien chemin de ronde intérieur de l'enceinte), au rez-de-chaussée des immeubles du boulevard d'un étage plus élevé.

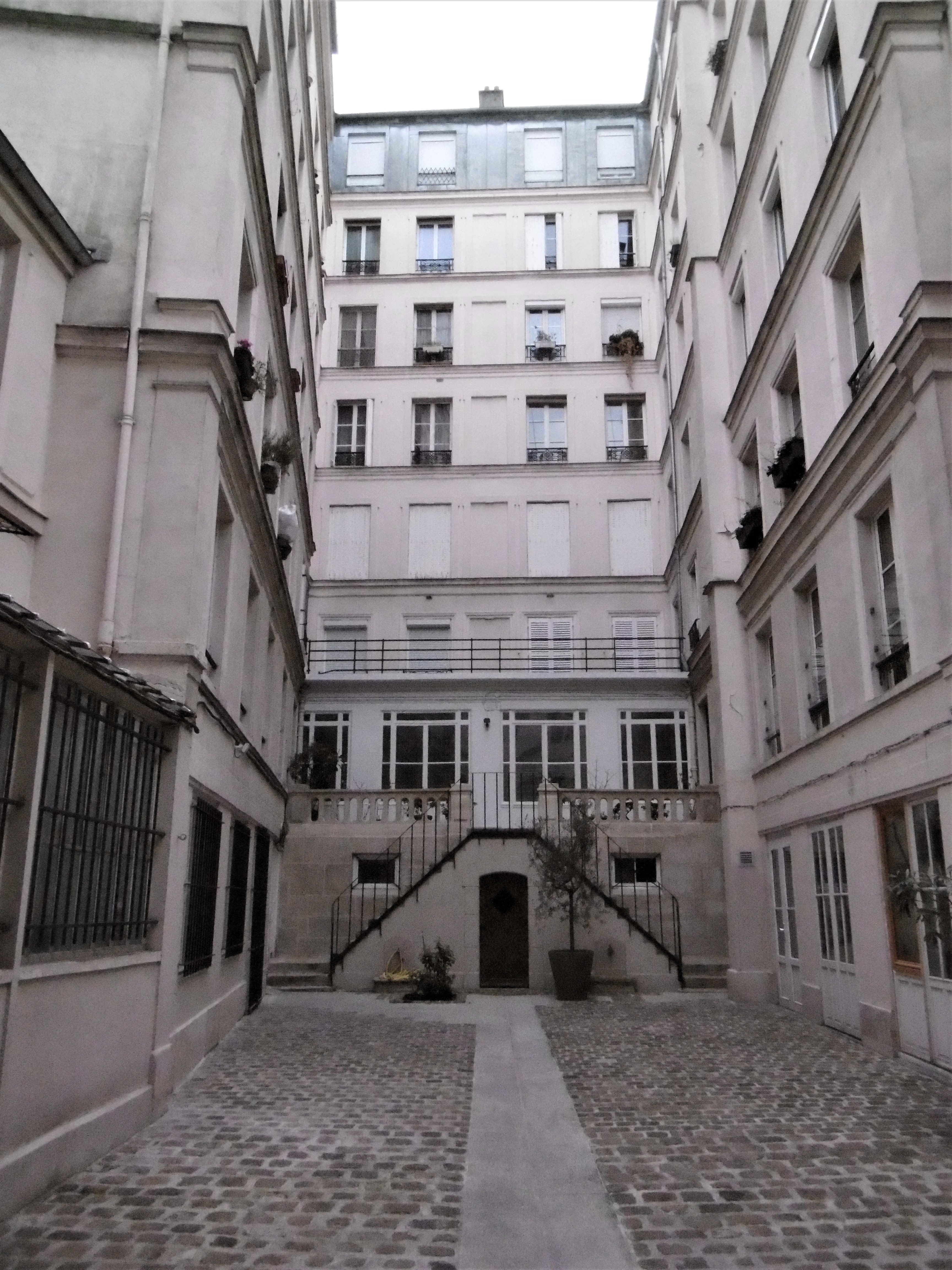
Escalier au fond de la cour du n° 6 donnant accès au rez-de-chaussée de l'immeuble du boulevard Beaumarchais
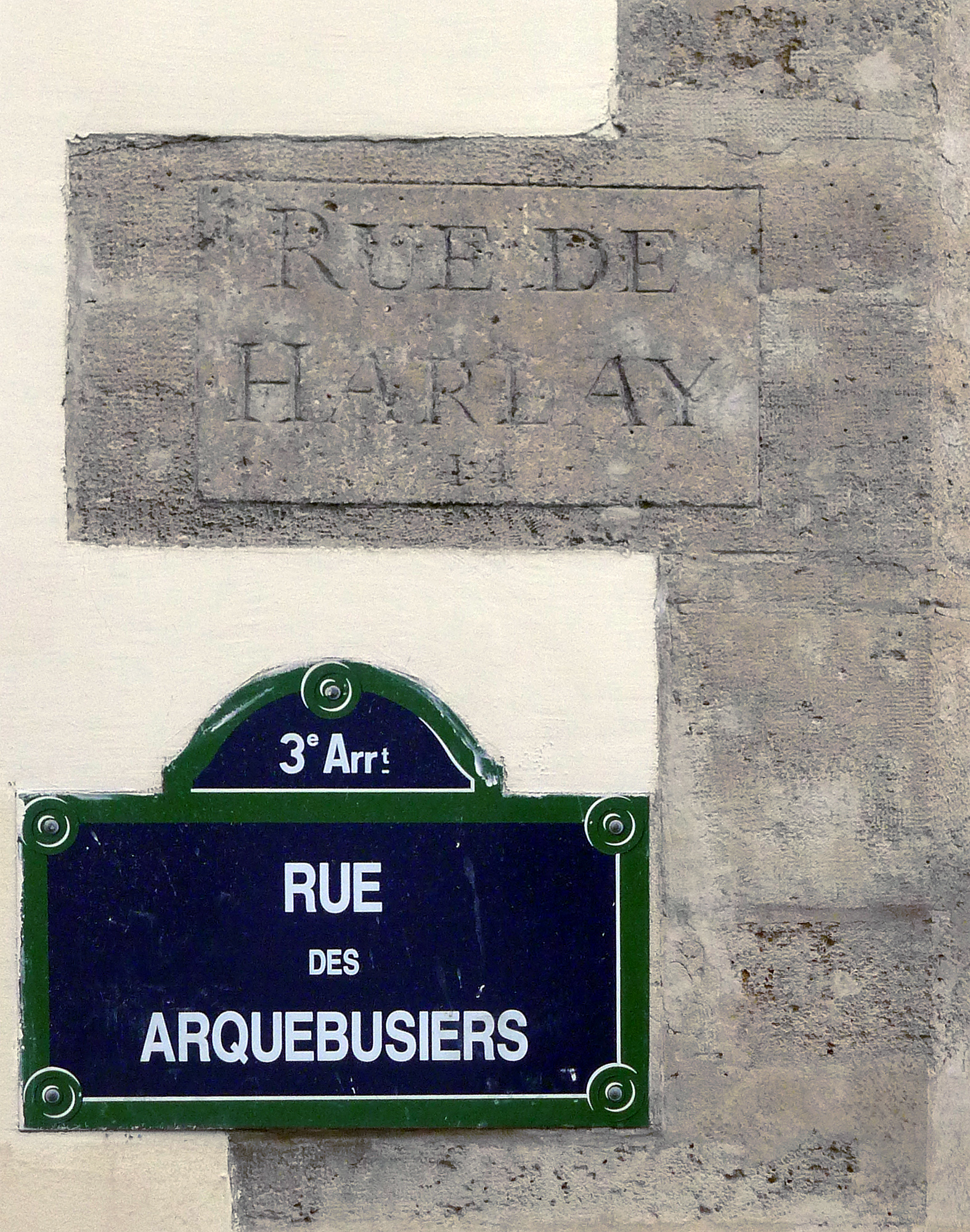
Inscriptions actuelle et ancienne

## Bâtiments remarquables et lieux de mémoire
- C’est dans cette rue que se tenait autrefois le bal, aujourd’hui disparu, « du Harlay »[4].
- No 15 : à cette adresse se trouve en 1900 une maison paroissiale, tenue par des Sœurs s’occupant des pauvres de la paroisse et distribuant des secours[5].

## Dans la littérature
C'est au no 3 de cette rue qu'était censé habiter le héros du roman L'Homme au petit chien, de Georges Simenon.

## Pour approfondir